# Trittico di San Moisè
Il trittico di San Moisè è un dipinto tempera su tavola di Antonio Vivarini e Giovanni d'Alemagna realizzato nel 1443-1444 smembrato e conservato per i due pannelli laterali (135,3 × 45,1 e 140,3 × 45,7 cm) nella galleria Nazionale londinese, mentre quello centrale (148 × 66,5 cm) raffigurante la Madonna col Bambino, è conservato nella sagrestia della chiesa di Padova dedicata a san Tomaso Becket.

## Storia
Il trittico fu dipinto nel 1443 da Antonio Vivarini e Giovanni d'Alemagna per la chiesa di San Moisè. I due artisti avevano intrapreso un periodo collaborativo che li portò alla realizzazione di molti lavori, forse questo uno dei migliori.
Vivarini era molto giovane e all'inizio della sua carriera artistica, mentre Giovanni d'Alemagna aveva già trascorso un periodo a Piacenza dove, oltre ad aver ottenuto alcune commissioni, ne aveva avuta la cittadinanza sposando Maddalena del fu Franceschino. Solo dopo la morte della moglie, si allontanò dalla città recandosi a Venezia dove sposò in seconde nozze la sorella del muranese, iniziando quella collaborazione artistica molto fruttifera fino all'improvvisa morte del 1450 dell'artista tedesco.
Durante la riedificazione della chiesa nel XVII secolo in stile barocco, il trittico fu rimosso, smembrato e diviso. I pannelli furono acquistati dal letterato veneziano Giuseppe Pichi, il quale, trasferitosi a Padova nel 1721, dove ricoprì alcune cariche pubbliche, portò con sé la collezione di dipinti, che, con la sua morte avvenuta il 21 luglio 1755, divenne di proprietà dei preti secolari della confederazione dei Filippini, che reggevano la chiesa di San Tomaso Becket, chiesa nella quale il veneziano fu sepolto, e collocato nella cappella della confederazione, come dalle sua volontà testamentarie.
I membri della confederazione, alienarono i due pannelli laterali alla Galleria Nazionale londinese, tenendo solo la parte centrale con l'effige della Madonna col Bambino e ricollocandola nella chiesa di san Tomaso quando nel 1937 la cappella fu adibita a teatro.
Il pannello centrale raffigurante la Madonna col Bambino in trono dopo la vendita dei due pannelli laterali, rimase nella chiesa di San Tomaso fino al periodo della seconda guerra mondiale quando fu portato a Venezia ed esposto in varie mostre. Solo nel 1959 fece ritorno nella chiesa padovana e collocato sulla parete di fondo della sagrestia. L'opera fu rubata con altri due dipinti la notte del 17 settembre 1971 e ritrovata alcuni giorni dopo.
La tavola ha subito un intenso restauro a cura di Maria Chiara Ceriotti durato alcuni mesi e terminato nel 2015.

## Descrizione
Il trittico era originariamente composto da tre pannelli, e collocato nella chiesa veneziana intitolata a Mosè.
Le due tavole laterali conservate a Londra, hanno una conformazione ad arcata gotica e un basamento a cuspide che si collegava a quello centrale formando un'unica struttura posta su di un prato. Presentano, nella tavola che era posta a sinistra, l'effige dei santi Pietro con il libro della scritture e le chiavi, e Gerolamo raffigurato nella veste cardinalizia con in mano il modello di una chiesa a ricordare il suo ruolo di padre della chiesa. Mentre il pannello a destra raffigura i santi Francesco d'Assisi che regge nella mano destra un crocifisso, e san Marco con il libro delle Scritture. Entrambi sono riconoscibili dagli attributi e dall'epigrafe posta nella parte sull'alto basamento.
La tavola conservata nella chiesa padovana raffigura la Madonna adornata di una preziosa corona. La Vergine posta su di un trono monumentale, indossa un abito in broccato rosso ed è avvolta in un manto azzurro, un velo bianco le copre il capo, velo che si raccoglie intorno all'immagine del Bambino Gesù che la donna tiene eretto sulle ginocchia. Tutto l'impianto è posto in uno sfondo floreale detto hortus conclusus composto da un roseto fiorito e da altre varie fioriture. Il roseto è un chiaro riferimento alla Vergine che nel Medioevo era chiamata rosa senza spine perché nata senza il peccato originale. Ai suoi piedi è posto un cuscino con le scritta Ave Regina Coeli in caratteri gotici, citazione che fa riferimento allo stesso scritto sul basamento della tavola. I restauri hanno ridato l'originario colore al pannello. Il volto della Vergine nel colore dell'incarnato ha ripreso con i restauri quello originale, riconsegnando agli osservatori la dolcezza dello sguardo e la capacità espressiva dei due artisti in quello che fu una produzione collaborativa imponente.